# Francis Xavier Leray

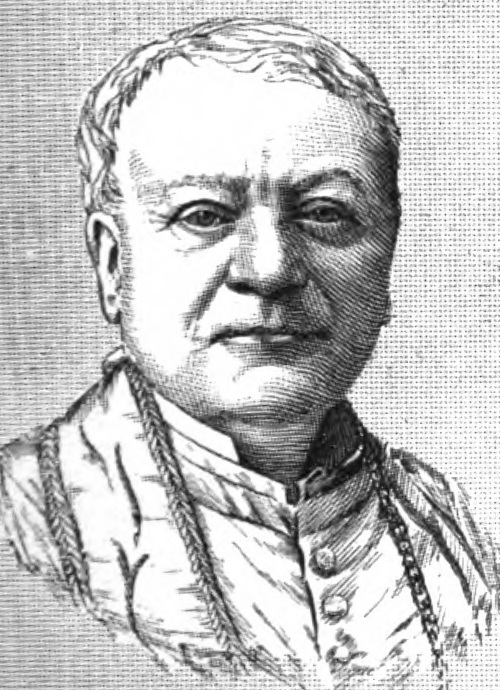
Erzbischof Francis Xavier Leray (1886)

Francis Xavier Leray (* 20. April 1825 in Châteaugiron, Frankreich; † 23. September 1887) war Erzbischof von New Orleans.

## Leben

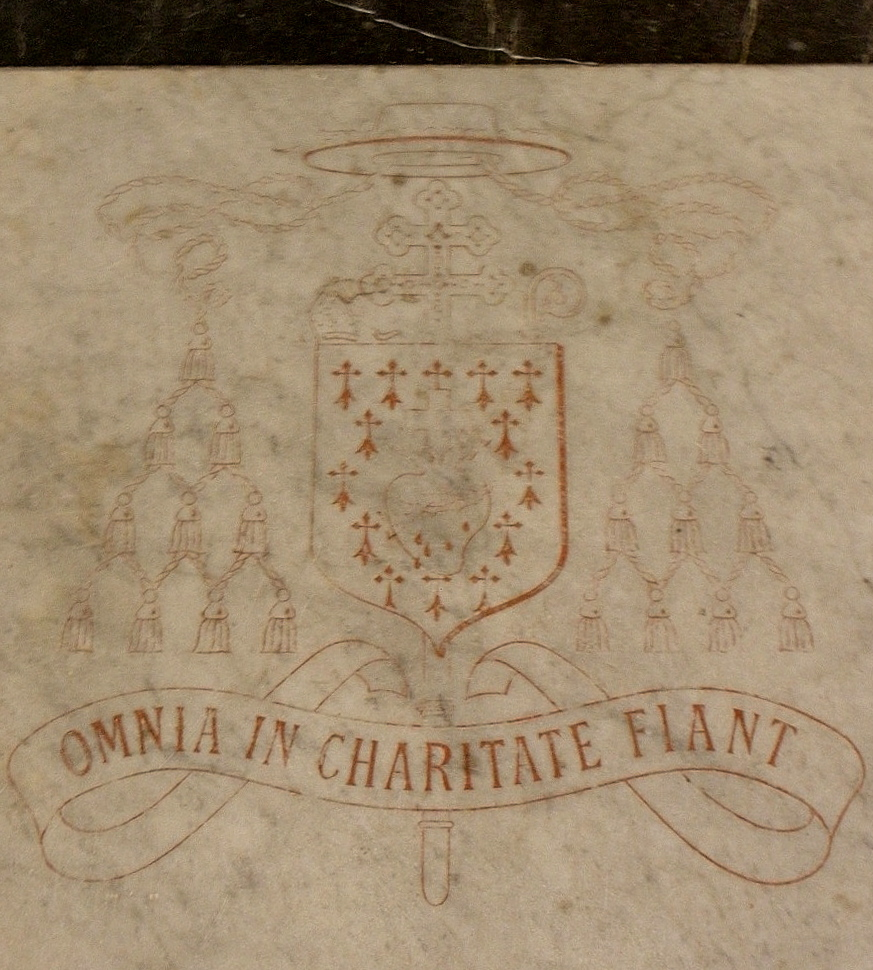
Erzbischofswappen mit Wahlspruch

Francis Xavier Leray empfing am 19. März 1852 das Sakrament der Priesterweihe.
Am 19. Dezember 1876 ernannte ihn Papst Pius IX. zum Bischof von Natchitoches. Der Erzbischof von Rennes, Geoffroy Kardinal Brossais Saint-Marc, spendete ihm am 22. April 1877 die Bischofsweihe; Mitkonsekratoren waren der Bischof von Vincennes, Célestin Guynemer de la Hailandière, und der Bischof von Quimper, Charles-Marie-Denis-Anselme Nouvel de La Flèche OSB.
Am 26. September 1879 bestellte ihn Papst Leo XIII. zum Koadjutorerzbischof von New Orleans und ernannte ihn zum Titularerzbischof von Ionopolis. Die Amtseinführung erfolgte am 23. Oktober desselben Jahres. Am 27. Dezember 1883 wurde Francis Xavier Leray in Nachfolge des verstorbenen Napoleon Joseph Perché Erzbischof von New Orleans. 